# Solo-Duo
Solo-Duo ist ein Jazzalbum von Kenny Drew senior. Die bei drei verschiedenen Sessions im Dezember 1966, am 15. Dezember 1978 und dem 29. September 1983 in Kopenhagen entstandenen Aufnahmen erschienen 1996 auf Storyville Records.

## Hintergrund
Das 1996, drei Jahre nach Kenny Drews Tod, erschienene Album enthält zuvor unveröffentlichtes Material, das von der Danmarks Radio mit Drew bei drei verschiedenen Terminen aufgenommen wurde. Bei diesen Sessions wurde der Pianist 1966 bei vier Titeln von dem Bassisten Niels-Henning Ørsted Pedersen bzw. 1983 von Bo Stief im Jazzclub Grock begleitet; „Yesterdays“, „Blues for Nils“, „A Simple Need“ und „Whisper Not“ sind Solonummern Drews, die im Jahr 1978 entstanden waren.

## Titelliste
- Kenny Drew: Solo - Duo (Storyville Records STCD8274)[1]

1. Ev’rything I Love (Cole Porter) 6:51
2. Ode to Mariann (Kenny Drew) 3:04
3. Willow Weep for Me (Ann Ronell) 3:36
4. Swingin’ Till the Girls Come Home (Oscar Pettiford) 6:41
5. Yesterdays (Otto Harbach, Jerome David Kern) 5:33
6. Blues for Nils (Kenny Drew) 4:17
7. A Simple Need (Etta Cameron) 2:59
8. Whisper Not (Benny Golson) 3:58
9. Blues for Nils (Kenny Drew) 10:08
10. There’s No Greater Love (Isham Jones, Marty Symes) 7:49
11. Ack Värmeland, du sköna (Traditional) 8:09
12. Bluesology (Milt Jackson) 6:21

## Rezeption
Scott Yanow verlieh dem Album in Allmusic vier Sterne und schrieb, das Dutzend Nummern, sieben Jazzstandards, ein skandinavisches Volkslied, eine Obskurität („A Simple Need“) und zwei Eigenkompositionen Drews, darunter zwei Versionen von „Blues for Nils“ sei sehr lohnend. Der Pianist spiele die Musik geradlinig, oft harmonisch ausgefeilt, swingend und gelegentlich unberechenbar. Dies sei eine hervorragende Auswahl von Kenny Drews Talenten. Richard Cook und Brian Morton bewerteten im Penguin Guide to Jazz Solo-Duo mit drei von vier Sternen.